# ابا القراریص
ابا القراریص یک منطقهٔ مسکونی در قطر است که در الخور (شهرداری) واقع شده‌است.